# 東帝汶國家足球隊
東帝汶國家足球隊是東帝汶的官方足球代表隊，由東帝汶足球總會管理。

## 歷史
東帝汶於2002年5月20日從印尼獨立，2005年以198比1的壓倒性優勢獲國際足協成員協會投票通過正式加入國際足協。
東帝汶首次亮相國際賽舞台是在2003年3月舉行的亞洲盃外圍賽，當時東帝汶與中華台北及斯里蘭卡編入同一小組，最終他們分別以2比3及0比3不敵斯里蘭卡及中華台北，但之後兩屆再沒有參加亞洲杯外圍賽。2004年東帝汶獲准參加虎牌杯，是東帝汶首次參加東南亞（東帝汶所在地區）的國際性足球賽事。至於世界杯，東帝汶於2007年參加2010年世界杯外圍賽首輪賽事，是歷史上首次參與世界杯，但總比數3-12輸給香港出局。2011年東帝汶再次參與2014年世界盃外圍賽，但亦以總比數1-7敗給尼泊爾出局。
2015年展開的2018年世界盃外圍賽，東帝汶首圈以主客總比數5-1淘汰蒙古，晉級第二圈外圍賽，亦取得球隊史上首場世界杯外圍賽勝利。東帝汶晉級第二圈外圍賽，雖然在主場與馬來西亞及巴勒斯坦賽和，但其餘六場比賽皆敗，共失了36球，以小組末席結束賽事。
東帝汶因球員國籍問題被禁止參與2023年亞洲盃外圍賽，但仍獲准參與2022年世界盃外圍賽，但東帝汶在第一輪外圍賽以總比數2-12不敵馬來西亞出局。

## 球員國籍爭議
2017年1月，國際足協與亞洲足協發現東帝汶在2012年至2015年間共36場賽事，陣中有12名巴西裔入籍球員的身份證明文件涉嫌偽造，其中6名球員曾參與2018年世界盃外圍賽賽事，包括首圈以主客總比數5-1淘汰蒙古的兩場比賽。東帝汶足協被罰款2萬美元，亦被取消東帝汶國家隊2023年亞洲盃參賽資格。東帝汶足協主席 Amandio de Araujo Sarmento亦因偽造文書，被罰3年內禁止接觸足球活動，以及支付9000美元罰款。

## 球衣

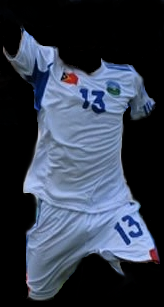
Timor Leste away jersey on 2010 AFF Suzuki Cup

|                |
| 1967年主場球衣 |

|                |
| 2005年客場球衣 |

| (2004)     | (2004) | (2004) | (2004) |
| ---------- | ------ | ------ | ------ |
| 主場       | 客場   |        |        |
|            |        |        |        |
| 沒有供應商 |        |        |        |

| (2007)     | (2007) | (2007) | (2007) |
| ---------- | ------ | ------ | ------ |
| 主場       | 客場   |        |        |
|            |        |        |        |
| 沒有供應商 |        |        |        |

| (2008) | (2008) | (2008) | (2008) |
| ------ | ------ | ------ | ------ |
| 主場   | 客場   |        |        |
|        |        |        |        |
| Adidas |        |        |        |

| (2010-2011) | (2010-2011) | (2010-2011) | (2010-2011) |
| ----------- | ----------- | ----------- | ----------- |
| 主場        | 客場        |             |             |
|             |             |             |             |
| Nike        |             |             |             |

| (2012) | (2012) | (2012) | (2012) |
| ------ | ------ | ------ | ------ |
| 主場   | 客場   | 替代   |        |
|        |        |        |        |

## 世界盃成績
- 1930年 至 2006年－沒有參賽
- 2010年 至 2022年－外圍賽出局

## 歷屆亞洲盃足球賽成績
- 1956年 至 2000年－沒有參賽
- 2004年－外圍賽出局
- 2007年－沒有參賽
- 2011年－沒有參賽
- 2015年－沒有參賽
- 2019年－外圍賽出局
- 2023年－被禁止參賽

## 歷屆亞洲挑戰盃足球賽成績
- 2006年－賽事原本計劃邀請東帝汶參加，最終被拒絕
- 2008年－沒有參賽

## 歷屆東南亞足球錦標賽成績
- 1996年 至 2002年－沒有參賽
- 2004年－第一圈
- 2007年－外圍賽出局
- 2008年－外圍賽出局